# Валасті
Ва́ласті (ест. Valasti küla) — село в Естонії, у міському самоврядуванні Пайде повіту Ярвамаа.

## Населення
Чисельність населення на 31 грудня 2011 року становила 57 осіб.

## Географія
Через населений пункт проходить автошлях 15120 (Роосна-Алліку — Ярва-Яані).

## Історія
З 7 травня 1992 до 25 жовтня 2017 року село входило до складу волості Роосна-Алліку.